# Otto Wilhelm Ernst Müller
Otto Wilhelm Ernst Müller (* 22. März 1877 in Calbe; † 4. April 1941 in Kleinmachnow) war ein deutscher Archivar.

## Leben
Von 1896 bis 1900 studierte er an den Universitäten Marburg, Halle an der Saale und Berlin. 1901 begann er als Archivvolontär im Staatsarchiv Münster. Nach der Promotion 1901 war er von 1901 bis 1903 Archivvolontär in Magdeburg und Marburg. Nach der Staatsprüfung 1903 für den höheren Dienst wurde er 1904 Archivhilfsarbeiter im Staatsarchiv Magdeburg, 1905 Archivassistent im Geheimen Staatsarchiv und 1905 wissenschaftlicher Mitarbeiter der Zentraldirektion Monumenta Germaniae historica. 1911 kehrte er als Archivar ins Geheime Staatsarchiv zurück, wo er 1931 zum Abteilungsleiter aufstieg. 1939 erfolgte die Pensionierung auf eigenen Wunsch.

## Schriften (Auswahl)
- Das Itinerar Kaiser Heinrichs III. (1039 bis 1056). Mit besonderer Berücksichtigung seiner Urkunden. Berlin 1901. hdl.handle.net
- Nithardi historiarum libri IIII. Hannover 1907, OCLC 832353141.
- mit Ernst Posner: Übersicht über die Bestände des Geheimen Staatsarchivs zu Berlin-Dahlem. 1. Hauptabteilung. Leipzig 1934, OCLC 923830522.